# Lochmorhynchus albinigrus
Lochmorhynchus albinigrus är en tvåvingeart som beskrevs av Artigas 1981. Lochmorhynchus albinigrus ingår i släktet Lochmorhynchus och familjen rovflugor. Inga underarter finns listade i Catalogue of Life.